# سيسيل كرامر
سيسيل كرامر (بالإنجليزية: Cecile Kramer)‏ هي كاتبة سيناريو وكاتِبة أمريكية، ولدت في 1911 في سينسيناتي في الولايات المتحدة، وتوفيت في 1999.

## روابط خارجية
- سيسيل كرامر على موقع IMDb (الإنجليزية)
- سيسيل كرامر على موقع قاعدة بيانات الفيلم (الإنجليزية)